# スロベニア民俗博物館

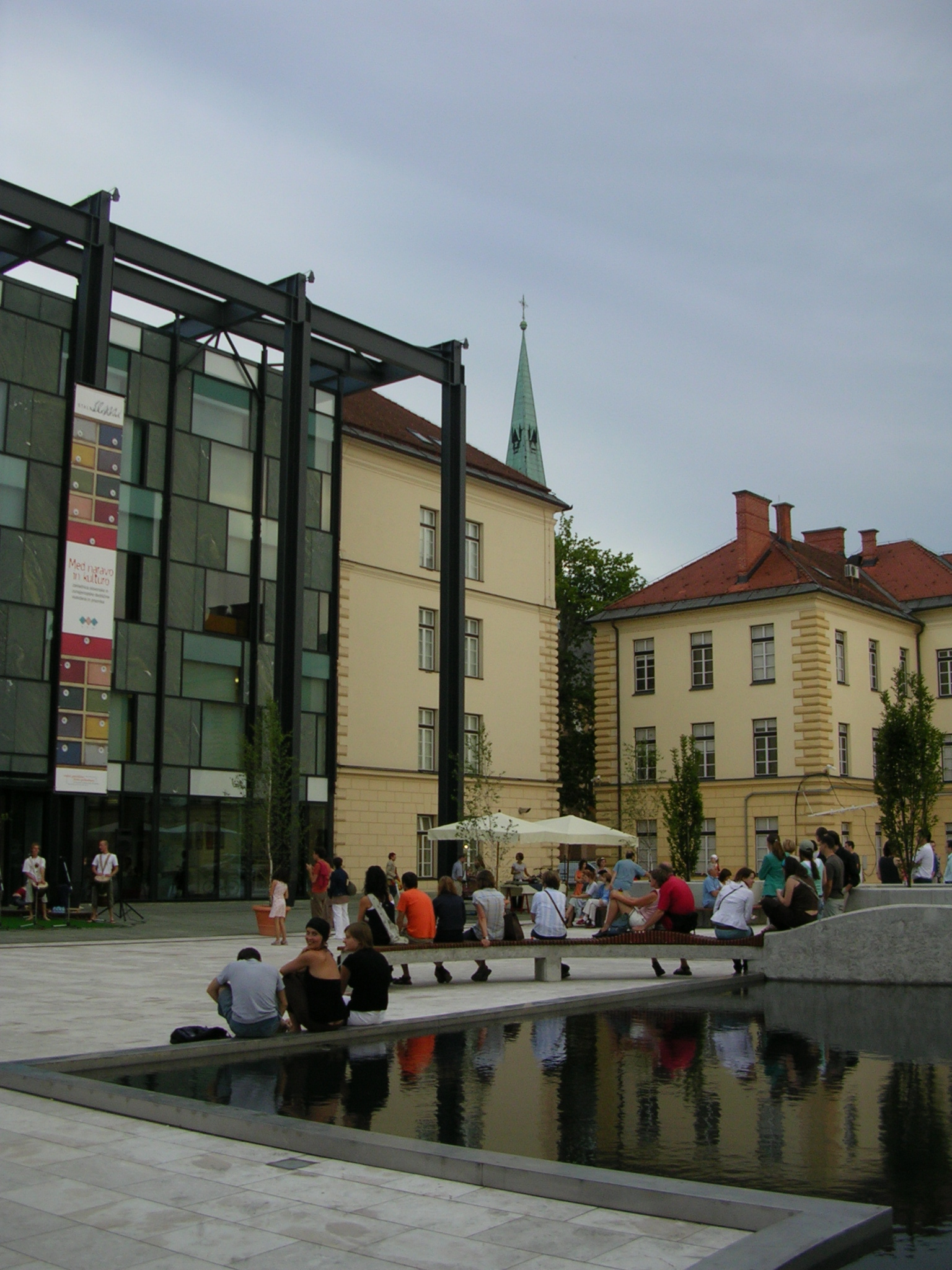
博物館の外観

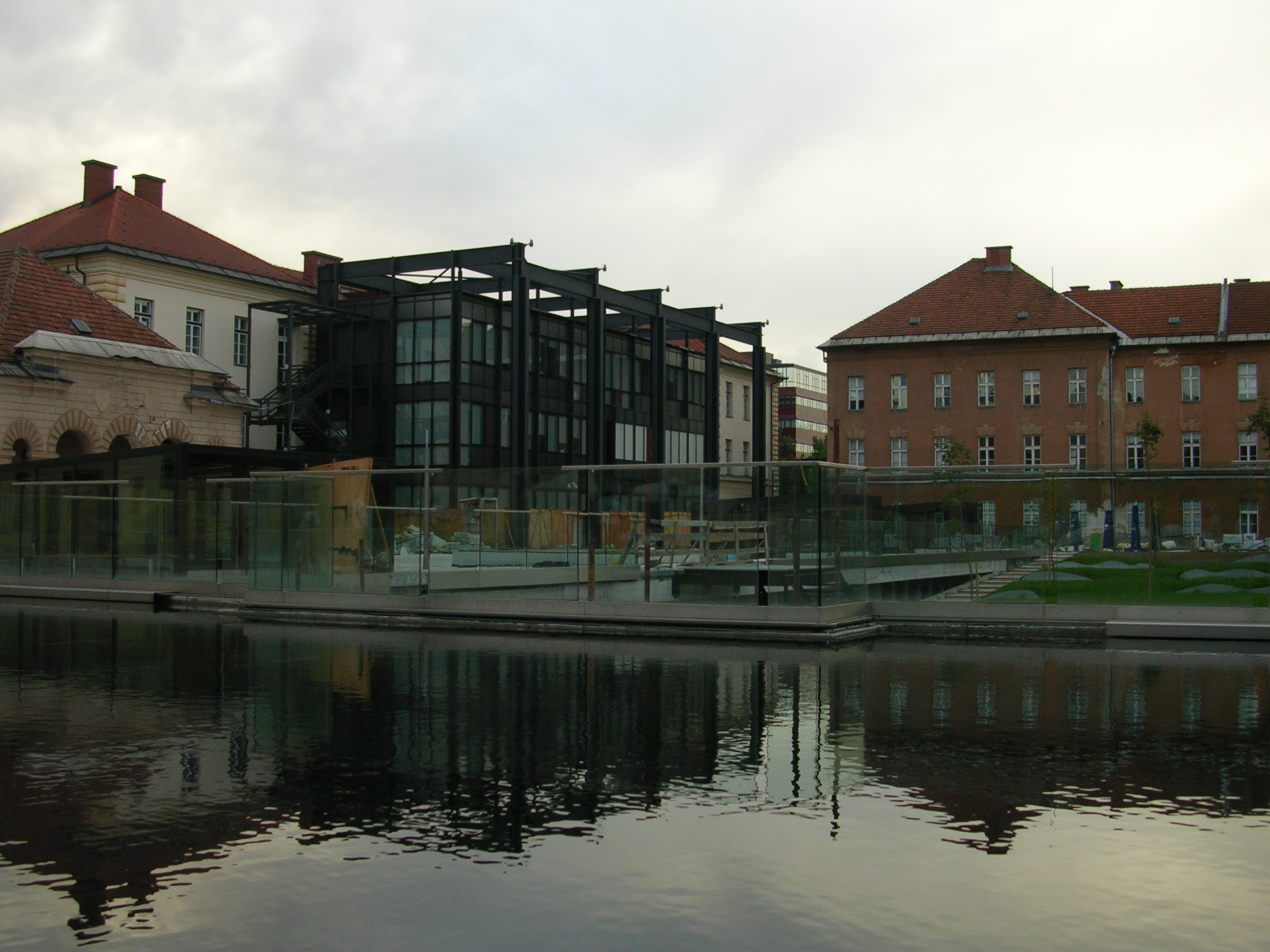
博物館の中庭

スロベニア民俗博物館（スロベニアみんぞくはくぶつかん、スロベニア語: Slovenski etnografski muzej）はスロベニアの首都リュブリャナにある、主にスロベニアの民俗史料を所蔵・展示する博物館である。
約4万点のスロベニア関連史料と約1万点のヨーロッパ外の史料を収蔵し、うち3,220点を常設展示する。

## 歴史
スロベニア民俗博物館は1921年にスロベニア国立博物館の中に創設された民族研究所を母体とし、1923年に博物館から分立する形で誕生した。所蔵品はもともとスロベニア国立博物館で展示されていたもので、1888年から公開されていた。その当時の展示物は現在よりも数が少なかった。大規模な展示物は、フリデリック・バラガ、イグナチウ・クノブレハル、フランツ・ピーリツ、ヤネズ・チェブルといった船員によりヨーロッパ全体から寄贈された。
1923年に国立博物館から分立した際、初代の民俗博物館の館長はニコ・ジュパンチが務め、翌1924年からは学芸員をスタンコ・ブリニクが務めた。
1941年には民俗博物館に改名された。第二次世界大戦後、博物館の学芸員たちはスロベニアの地方の生活を研究した。1964年に改称され現在までスロベニア民俗博物館として運営されている。博物館の床面積が狭かったため常設展示は開設されなかった。収蔵物は、リュブリャナの周囲にあるいくつかの城に分散して展示された。1997年には、博物館はメテロコワウリツァ通りにあった軍の兵舎の跡地に移転した。2004年には、博物館の建物が増築された。それから、屋外の展示スペースも設けられた。新しい建物は、グローレゲル社によって建設された。